# Autolykos
Autolykos, Autolikos, Autolik (gr. Αὐτόλυκος Autólykos) – w mitologii greckiej syn Hermesa i Chione, mąż Amfitei i ojciec Antyklei (matki Odyseusza). Homer przypisywał mu ojcostwo Penelopy. Inne podania określają go jako syna Hermesa bądź ojca Echiona, jednego z Argonautów.
Nauczał małego Heraklesa zapasów. W czasie walki przybierał tak przerażającą minę, że nikt nie był w stanie go pokonać. Hermes dał mu moc zamieniania każdej ukradzionej sztuki bydła rogatego na nierogate, czarnego na białe i odwrotnie. Za sprawą tej umiejętności zyskał miano króla złodziei. Ukradł z Eubei klacze należące do Eurytosa i po zmianie ich wyglądu  przy użyciu magii sprzedał je niczego niewiedzącemu Heraklesowi. Herakles, który się z nim przyjaźnił, sprzeciwiał się później posądzaniu Autolykosa o ten występek, przez co sam był podejrzewany o dopuszczenie się tego czynu.
Autolykos był sąsiadem Syzyfa, który trzymał dużą trzodę na Przesmyku Korynckim. Syzyfowi zaczęło ubywać bydła, ale nie był w stanie udowodnić, że dzieje się to za sprawą Autolykosa, gdyż ten zmieniał ich wygląd. Pewnego dnia wypalił każdej sztuce bydła na spodzie kopyta litery SS czy też jak podają inne źródła słowa Ukradzione przez Autolikosa. W nocy Autolykos jak zwykle ukradł kilka sztuk bydła swego sąsiada. Następnego dnia z rana Syzyf zauważył na drodze odciśnięte ślady kopyt, co było dostatecznym dowodem, by wezwać innych sąsiadów jako świadków kradzieży. Udał się z nimi do obory Autolikosa, rozpoznał skradzione bydło i pozostawił im udowodnienie winy złoczyńcy.
Tuż po tym jak córka Autolikosa, Antykleja, urodziła syna, Autolikos przybył do Itaki i pierwszego wieczoru po kolacji wziął wnuka na ręce. Córka zaproponował mu, by nadał imię wnukowi. Na co on odparł: W dotychczasowym moim życiu narobiłem sobie wielu wrogów wśród książąt, dam więc temu wnukowi imię Odyseusz, czyli Gniewny, ponieważ będzie ofiarą moich nieprzyjaźni. Jeśli jednak kiedykolwiek zjawi się w Parnasie z wyrzutami, oddam mu część jego majątku i ułagodzę jego gniew Gdy Odyseusz dorósł, przybył do dziadka. Podczas polowania z wujami dzik zranił go w udo i do końca życia pozostała mu blizna po tej ranie. Autolikos opiekował się nim troskliwie i zgodnie z obietnicą obdarował hojnie Odysa.